# ヒュンダイ・アクセントWRC
ヒュンダイ・アクセントWRC（Hyundai Accent WRC）は、現代自動車が2000～2003年に投入していたWRカー（ワールドラリーカー）。

## 先史

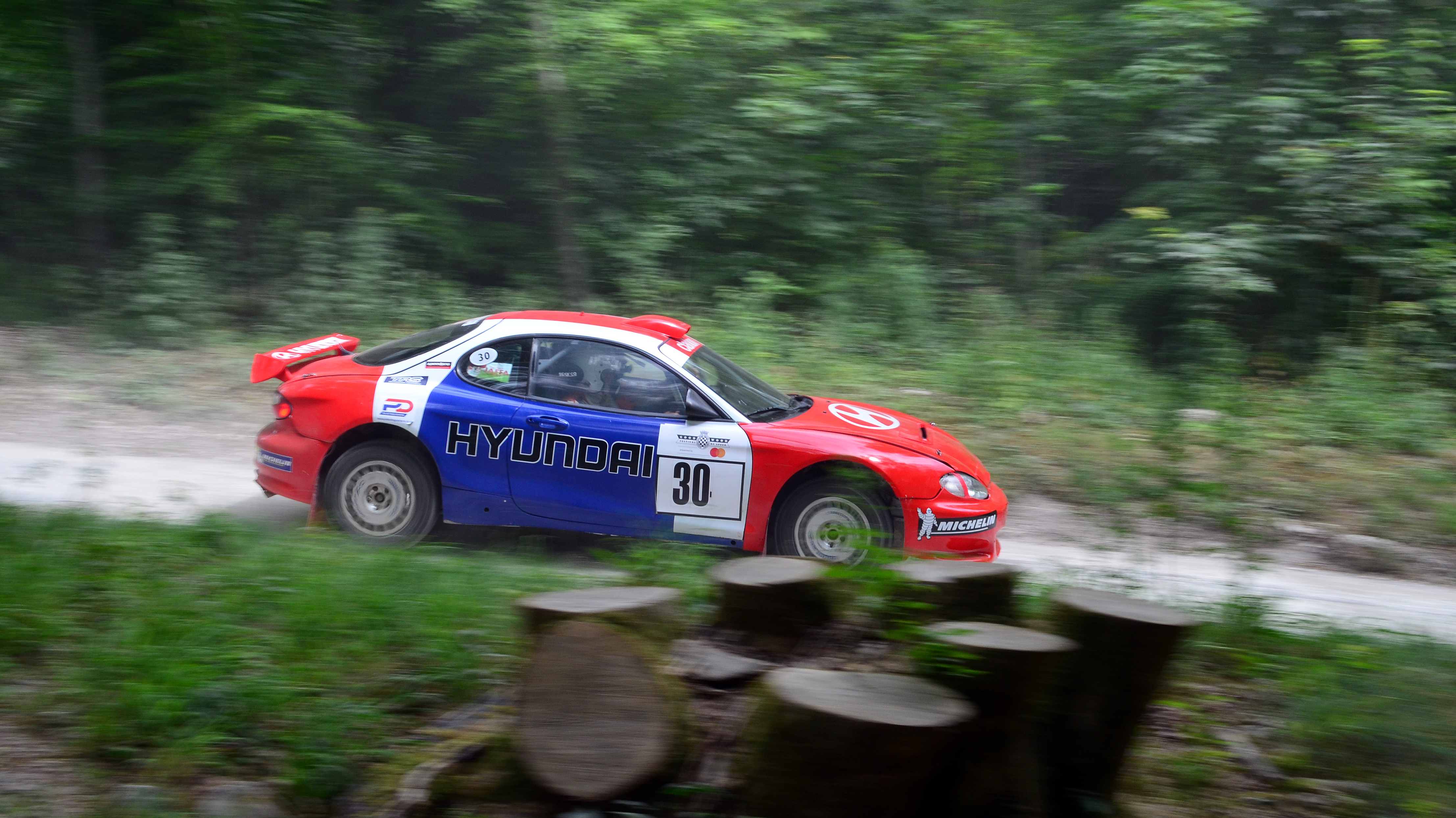
ヒュンダイ・クーペ キットカー

1990年代に現代自動車は英国のコンストラクターであるMSD（モータースポーツ・ディベロップメント）社の協力の下にヒュンダイ・クーペ（米国名・ティブロン）のラリーカーを開発。WRCの下位クラスであるFIA 2.0リッターカップでは1999年に年間2位、APRC（アジアパシフィックラリー選手権）の二輪駆動部門という成功を収めていた。また北米のSCCAプロラリー（ラリー・アメリカの前身）では地元のリブラ・レーシングによって四輪駆動ターボに換装されたエラントラやティブロンで、マニュファクチャラーズタイトルを6連覇する成功を収めていた。
そして2000年のラリー・スウェーデンでWRカーデビューを果たすこととなったのが本車である。

## 技術
アクセントは全長はシトロエン・クサラより長く、ホイールベースはプジョー・206より短いというオーバーハングの大きい車両で、その点ではベース車両として適しているとは言い難かった。エンジンはフォードやシュコダのWRカーも手掛けていたマウンチューン社がチューニングしたベータエンジンで、そこに当時流行の縦置きギアボックスが組み合わされた。デフはセンターが電子制御式（アクティブデフ）、フロントが油圧式、リアが機械式で、2002年サンレモ・ラリーからリアも電子制御式となった。現代自動車本社からの資金援助は薄く、最終年となった2003年にはスタッフたちはホテルにすら泊まれないという始末であった。最初のうちはコンベンショナルな設計を心がけ、他社が用いていない部品は極力用いていなかった。なお当初現代自動車の人々は、エンジンをベース車両から変更しても良いという規則を知らず、クーペのF2キットカーをベースにするつもりであったという。
改良ごとに「アクセントWRC2」、「アクセントWRC3」とマシン名が変わっている。

## 戦績
撤退するトヨタと入れ替わる形でのデビューとなった2000年は、前年にAPRCの二輪駆動部門でクーペ・キットカーをドライブし同点王者となったケネス・エリクソンとアリスター・マクレーのコンビとなる。全戦には参戦できず、マニュファクチャラーズランキングはシュコダと同点だがイベント最高位（現代自動車は4位、シュコダは5位）で上回った現代自動車が最下位を逃れた。
2001年はエリクソンとマクレーの2トップのどちらかが、イベントごとにピエロ・リアッティと入れ替わるという変則的な体制となった。また通算4度の王者ユハ・カンクネンが地元フィンランドで3台目として登場した。この年はポルトガルでマクレーが6位、ラリーGBでマクレーが4位・エリクソンが6位に入れた以外の入賞は無く、マニュファクチャラーズランキングも6メーカー中最下位に終わっている。
2002年は体制を一新し、フレディ・ロイクスとシュコダを放出されたアルミン・シュヴァルツがレギュラーとなる。ユハ・カンクネンは3台目としてシーズンの半分に参戦し、ポーランド人のトマス・クッチャーも2戦スポット参戦した。しかし入賞はカンクネンとロイクスがニュージーランドで5-6位フィニッシュした一度のみという、前年より悲惨な結果となった。しかしマニュファクチャラーズランキングはシュコダと三菱自動車工業をたった1pt差で上回り、4位に入った。
2003年もロイクスとシュヴァルツがレギュラーとして3台目をマンフレッド・ストールらがシェアする形となったが、途中で予算の問題が生じ、第10戦ラリー・オーストラリアを最後に撤退。「マニュファクチャラーは全戦に参戦する」という契約に違反したためFIAに違約金を払う必要に迫られたが、これをMSDと現代自動車のどちらが負担するかで法廷闘争に発展した（現代自動車が敗訴）。またMSDは100人単位の解雇の必要に迫られ、組織は壊滅的なダメージを受けた。この年ドライバーズランキングは2度入賞（最高6位）したロイクスの14位、マニュファクチャラーズランキングは最下位。
なおWRC撤退後もアクセントWRCは地方選手権で用いられ、2004年にデビット・ヒギンズ/ダニエル・バリット組が英国ラリー選手権の年間チャンピオンとなっている。
2.0Lターボ時代のWRカー規定に参入したマニュファクチャラーで表彰台に上れなかったのは、現代自動車とスズキだけであった。この雪辱は2014年に投入したi20 WRCが果たすこととなる。